# 그레이트 디베이터스
《그레이트 디베이터스》(영어: The Great Debaters)는 미국에서 제작된 덴절 워싱턴 감독의 2007년 역사 드라마 영화이다. 잡지 〈아메리칸 레거시〉(American Legacy) 1997년 봄호에 실린 토니 셔먼의 와일리 칼리지 토론 팀 관련 기사가 원작이다. 덴절 워싱턴 등이 출연하였고, 토드 블랙 등이 제작에 참여하였다.

## 출연진
- 덴절 워싱턴
- 포리스트 휘터커
- 덴절 휘터커
- 네이트 파커
- 저니 스몰렛
- 저메인 윌리엄스
- 지나 러베라
- 존 허드
- 킴벌리 엘리스
- 데빈 A. 타일러
- 잭슨 워커
- 팀 퍼라티
- 저스티스 리크
- 로버트 X. 골핀
- 데이미언 리크
- 프랭크 L. 리들리
- 글렌 파월
- J. D. 에버모어

## 기타 제작진
- 공동 제작: 몰리 앨런
- 배역: 데니즈 채미언
- 미술: 데이비드 J. 봄바
- 의상: 섀런 데이비스